# Corimbion nigroapicatum
Corimbion nigroapicatum là một loài bọ cánh cứng trong họ Cerambycidae.